# Howell (Michigan)
Howell è un comune degli Stati Uniti d'America, situato nello Stato del Michigan, nella contea di Livingston, della quale è anche il capoluogo.